# Johann Carl Fürchtegott Schlegel
Johann Carl Fürchtegott Schlegel (* 2. Januar 1758 in Zerbst; † 13. November 1831 in Hannover) war ein deutscher Konsistorialrat und Mitglied der Ständeversammlung für das Königreich Hannover.

## Leben
Johann Carl Fürchtegott Schlegel war der zweitälteste Sohn des Pastors Johann Adolf Schlegel. Seine Brüder August Wilhelm und Friedrich Schlegel gelten als Mitbegründer der Romantik. Den Vornamen Fürchtegott erhielt er von seinem Taufpaten Christian Fürchtegott Gellert. Als er ein Jahr alt war, zog die Familie von Zerbst nach Hannover um, wo er mit seinen drei Brüdern aufwuchs und die Schulen besuchte. Von 1779 bis 1782 studierte er an der Universität Göttingen Philosophie, Geschichte und Rechtswissenschaften. Ab 1782 war er bis zu seinem Tod am Provinzialkonsistorium in Hannover tätig. Als Mitglied der Ständeversammlung des Königreichs Hannover setzte er sich 1831 politisch für eine Verbesserung der Rechtsstellung der Juden in Hannover ein.
Schlegel war mit Julie Erxleben verheiratet, einer Tochter des Göttinger Professors Johann Christian Polycarp Erxleben.

## Schriften
- Kurhannover’sches Kirchenrecht, fünf Bände, Hannover 1801–1806
- Ueber den Geist der Religiosität aller Zeiten und Völker, zwei Bände, Hannover 1819
- Kirchen- und Reformationsgeschichte von Norddeutschland und Hannover, drei Bände, Hannover 1828–32